# Быково (Волоколамский район)
Быково — деревня в Волоколамском районе Московской области России. Относится к Кашинскому сельскому поселению. Население — 425 чел. (2010).

## География
Деревня Быково расположена на северо-западе Московской области, в северной части Волоколамского района, примерно в 5 км к северо-востоку от города Волоколамска. Ближайшие населённые пункты — деревни Авдотьино и Калистово. Рядом с деревней протекает река Чёрная (бассейн Иваньковского водохранилища).

## Население
| 1852 | 1859 | 1926 | 2002 | 2006 | 2010 |
| ---- | ---- | ---- | ---- | ---- | ---- |
| 234  | ↗252 | ↗410 | ↘2   | →2   | ↗425 |

## История
В XVI веке в Быкове существовала деревянная Рождество-Богородицкая церковь. В Смутное время была разрушена. По проекту 1903 года построена каменная деревенская часовня, до наших дней не сохранившаяся.
В «Списке населённых мест» 1862 года Быково — казённая деревня 2-го стана Волоколамского уезда Московской губернии по правую сторону Клинского тракта (из Волоколамска), в 5 верстах от уездного города, при колодце, с 42 дворами и 252 жителями (124 мужчины, 128 женщин).
По данным 1890 года деревня входила в состав Буйгородской волости Волоколамского уезда, число душ мужского пола составляло 126 человек.
В 1913 году — 60 дворов.
По материалам Всесоюзной переписи 1926 года — центр Быковского сельсовета, проживало 410 жителей (166 мужчин, 244 женщины), насчитывалось 68 хозяйств, среди которых 63 крестьянских, имелась школа.
С 1929 года — населённый пункт в составе Волоколамского района Московского округа Московской области. Постановлением ЦИК и СНК от 23 июля 1930 года округа как административно-территориальные единицы были ликвидированы.
В 1930 году Ремягинский сельсовет был упразднён, а его селения вошли в состав Ефремовского сельсовета.
1930—1954 гг. — деревня Ефремовского сельсовета Волоколамского района.
1954—1963 гг. — деревня Строковского сельсовета Волоколамского района.
1963—1964 гг. — деревня Строковского сельсовета Волоколамского укрупнённого сельского района.
1964—1965 гг. — деревня Ченецкого сельсовета Волоколамского укрупнённого сельского района.
1965—1994 гг. — деревня Ченецкого сельсовета Волоколамского района.
В 1994 году Московской областной думой было утверждено положение о местном самоуправлении в Московской области, сельские советы как административно-территориальные единицы были преобразованы в сельские округа.
1994—2006 гг. — деревня Ченецкого сельского округа Волоколамского района.
С 2006 года — деревня сельского поселения Кашинское Волоколамского муниципального района Московской области.